# Xi'an Y-20
Xi'an Y-20 Kunpeng (tiếng Trung: 运-20 鲲鹏; bính âm: Yùn-20 Kūnpéng; nghĩa đen 'Vận tải-20 Kunpeng') là một loại máy bay vận tải quân sự cỡ lớn do Tập đoàn Công nghiệp Máy bay Tây An (Xi'an Aircraft Industrial Corporation) phát triển cho Không quân Quân Giải phóng Nhân dân Trung Quốc (PLAAF).
Máy bay này có biệt danh là "Cô gái mũm mĩm" (tiếng Trung: 胖妞; bính âm: Pàng niū) trong ngành hàng không Trung Quốc bởi vì phần thân của nó rộng hơn nhiều so với các máy bay khác được phát triển trước đây ở nước này.

## Phát triển

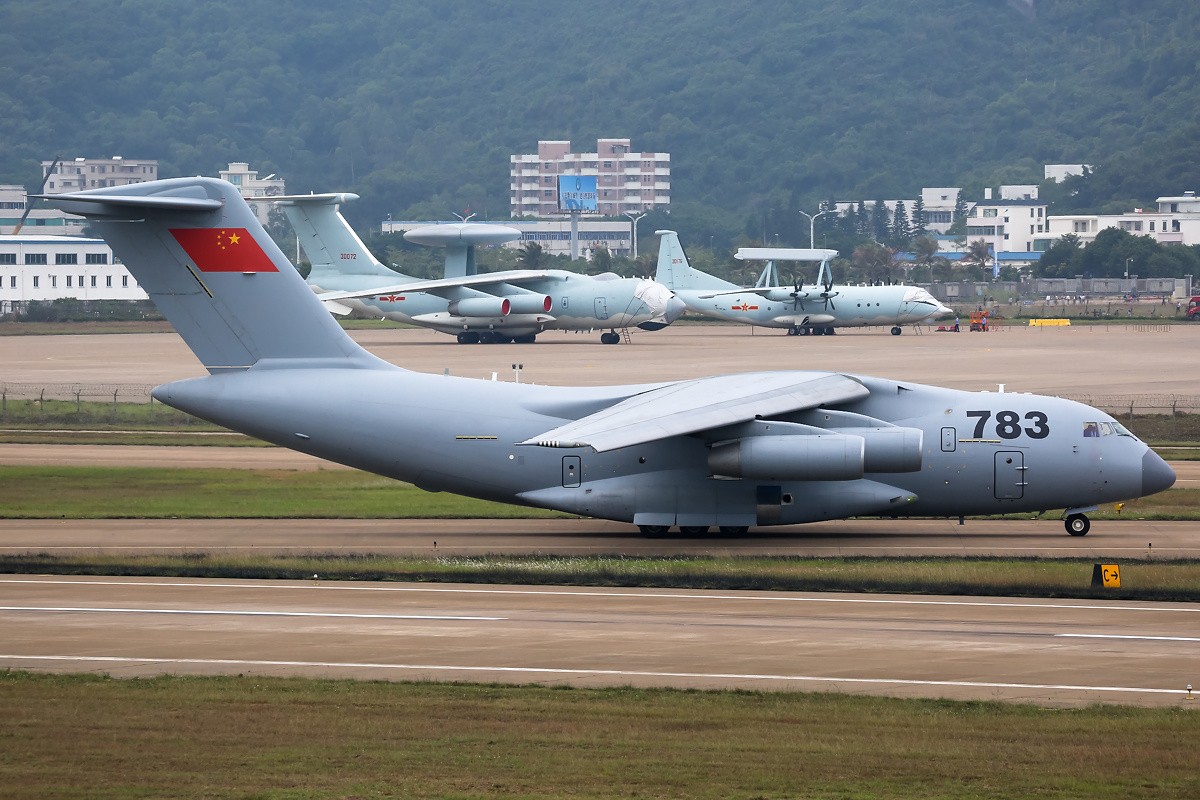
Nguyên mẫu Y-20 tại Triển lãm Hàng không Trung Quốc 2014

Dự án Y-20 bắt đầu vào tháng 7 năm 2007 và hình ảnh nguyên mẫu xuất hiện cuối năm 2012. Chuyến bay đầu tiên diễn ra vào ngày 26 tháng 1 năm 2013.
Theo truyền thông Trung Quốc, Y-20 là máy bay chở hàng đầu tiên sử dụng công nghệ in 3D. Kỹ thuật thiết kế định nghĩa dựa trên mô hình (MBD) được áp dụng để tăng tốc độ phát triển, giảm khối lượng công việc và giảm chi phí sản xuất, đây là dòng máy bay thứ ba sử dụng công nghệ MBD trên thế giới, sau Airbus A380 (năm 2000) và Boeing 787 (năm 2005). Một nhóm phụ trách triển khai MBD cho chương trình Y-20 được chính thức thành lập vào tháng 10 năm 2009. Sau thành công ban đầu trong việc ứng dụng MBD trên thiết bị hạ cánh chính, nó đã được mở rộng ra toàn bộ máy bay rồi trở thành kỹ thuật bắt buộc đối với tất cả các nhà thầu của dự án này.
Việc áp dụng MBD ban đầu vấp phải sự phản đối mạnh mẽ và chỉ có một phần ba số nhà cung cấp đồng ý. Tuy nhiên, nhà thiết kế chung của Y-20 tuyên bố những người từ chối triển khai MBD sẽ bị cấm tham gia dự án, do đó buộc mọi người phải tuân thủ, dẫn đến tăng năng suất. MBD rút ngắn đáng kể thời gian cần thiết. Ví dụ, nếu không có MBD thì lắp đặt cánh mất 1 hoặc 2 tháng, nhưng với MBD thì thời gian rút ngắn chỉ còn vài giờ. Nhìn chung, công việc thiết kế đã giảm đi 40%, công việc chuẩn bị cho sản xuất giảm 75%, chu kỳ sản xuất giảm 30%. Thử nghiệm kết cấu được hoàn thành trong 194 ngày so với 300 ngày như dự tính ban đầu, nhờ vào việc phát triển và ứng dụng thành công hệ thống phân tích độ bền kết cấu tự động. Trong khi đó, khối lượng công việc tương tự như vậy đối với máy bay tiêm kích-ném bom Xian JH-7 phải mất một năm mới hoàn thành.
Ngoài công nghệ in 3D, Y-20 cũng là máy bay đầu tiên ở Trung Quốc áp dụng công nghệ thiết kế kết hợp (ADT) trong quá trình phát triển. Đứng đầu là phó tổng thiết kế kết cấu, ông Feng Jun (冯军), nỗ lực ban đầu để triển khai ADT đã thực sự thất bại sau hai tháng áp dụng trên phần mũi máy bay. Lần thử thứ hai mất thêm ba tháng nữa để áp dụng trên cánh thì lúc này ADT mới thành công. ADT giúp rút ngắn thời gian phát triển ít nhất là 8 tháng, còn thời gian sửa đổi thiết kế cánh trước đây mất một tuần nay rút ngắn xuống còn nửa ngày. Việc phát triển giao diện giữa con người và máy móc bằng cách sử dụng thực tế ảo thông qua màn hình tích hợp gắn trên nón phi công.
Y-20 còn được phát triển thành biến thể tiếp nhiên liệu Y-20U để mở rộng khả năng tiếp nhiên liệu trên không của Không quân Trung Quốc, bên cạnh phi đội Xian H-6U hiện có đã lỗi thời và nhiều tính năng hạn chế. Bằng chứng về sự xuất hiện của biến thể máy bay tiếp liệu là hình ảnh vệ tinh chụp chuyến bay đầu tiên của nó diễn ra vào năm 2018. PLAAF bắt đầu thực hiện tiếp nhiên liệu trên không trong năm 2021 rồi chính thức đi vào hoạt động năm 2022.
Năm 2020, người ta quan sát thấy phiên bản Y-20B đang bay thử nghiệm với 4 động cơ Shenyang WS-20. Theo các báo cáo tin tức, phiên bản Y-20 trang bị động cơ WS-20 đã đi vào hoạt động trong Không quân Trung Quốc vào tháng 4 năm 2023. Tháng 11 năm 2023, phiên bản máy bay tiếp nhiên liệu Y-20B bị phát hiện sử dụng động cơ WS-20, và được định danh là YY-20B.

## Thiết kế

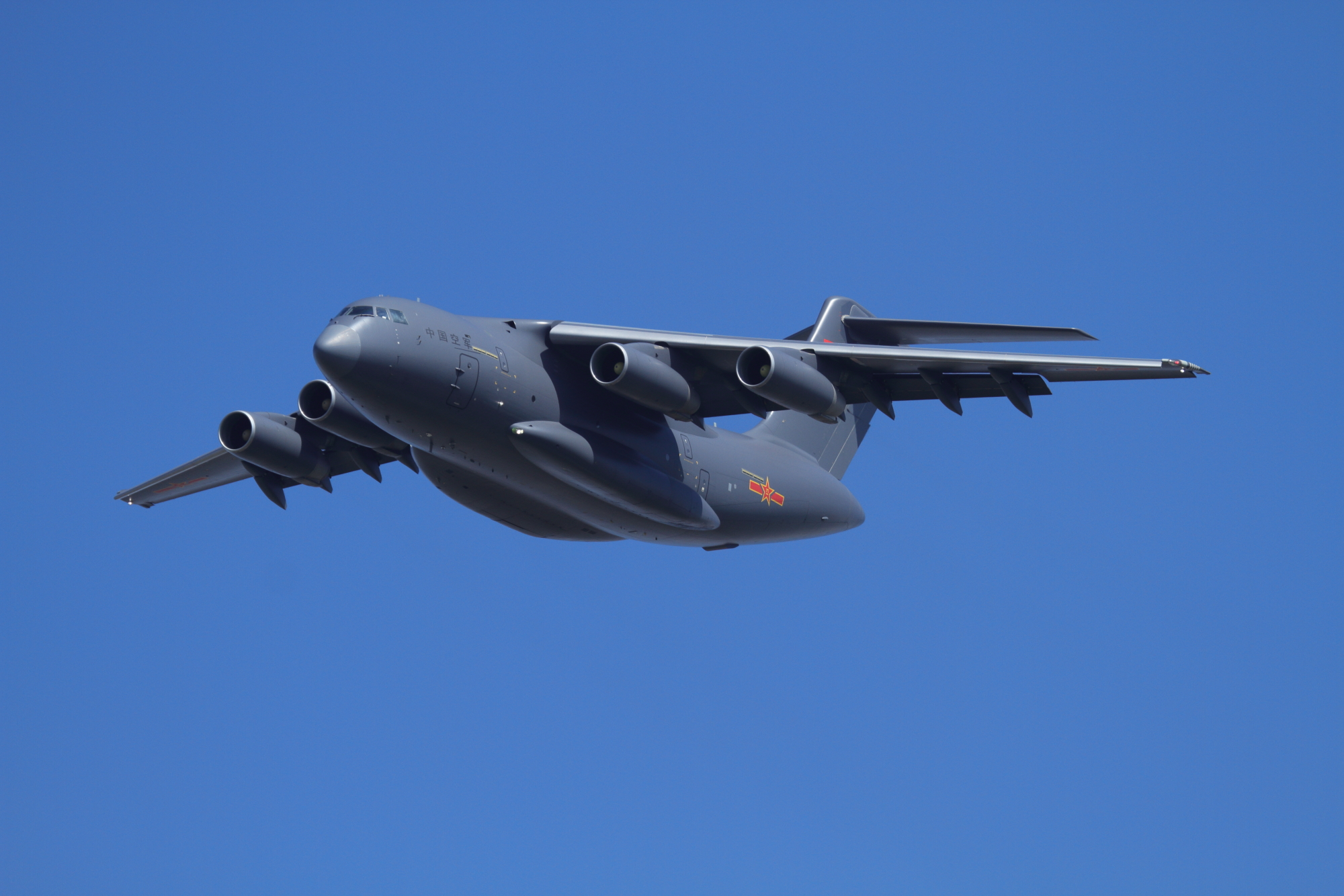
Y-20 tại Triển lãm Hàng không Trung Quốc 2016

### Đặc điểm
Y-20 sử dụng các bộ phận làm bằng vật liệu composite. Tám loại rơle khác nhau sử dụng trên Y-20 được phát triển bởi Công ty TNHH Hàng không Vũ trụ Quế Lâm (Guilin Aerospace Co., Ltd.) - một công ty con thuộc sở hữu của Công ty TNHH Tập đoàn Hàng không Vũ trụ Tam Giang Trung Quốc (China Tri-River Aerospace Group Co., Ltd.) (中国三江航天集团), nó còn được gọi là Học viện thứ 9 của Tập đoàn Công nghiệp và Khoa học Hàng không Vũ trụ Trung Quốc (China Aerospace Science and Industry Corporation - CASIC). Các vật liệu composite cho Y-20 được Trung Quốc sản xuất trong nước thay vì phải nhập khẩu như trước đây. Khoang máy bay kết hợp loại vật liệu composite chống cháy do Viện 703 thuộc Tập đoàn Công nghệ và Khoa học Hàng không Vũ trụ Trung Quốc (China Aerospace Science and Technology Corporation - CASC) phát triển. Hiệu suất của vật liệu composite được báo cáo là có thể so sánh với những vật liệu đáp ứng theo điều 25,835 trong Quy định Hàng không Liên bang. Viện 703 đã đạt được một cột mốc quan trọng khác bằng cách thiết lập một hệ thống đánh giá và chứng nhận toàn diện của Trung Quốc đối với vật liệu composite máy bay dựa trên các tiêu chuẩn quốc tế.
Hàng hóa được đưa vào thông qua một cửa dốc lớn phía sau. Y-20 kết hợp cánh vai (vị trí cánh nằm ở giữa cánh giữa và cánh cao), đuôi chữ T, cụm tải hàng hóa phía sau và thiết bị hạ cánh hạng nặng có thể thu vào trong, gồm một cặp bánh xe ở dưới đầu máy bay dùng để dẫn hướng, phía sau có hai hàng bánh xe chịu tải, mỗi hàng có 3 cặp bánh. Theo phó tổng thiết kế, chiều dài quãng đường cất cánh ngắn nhất của Y-20 là từ 600 đến 700 mét (2.000 đến 2.300 ft). Y-20 kết hợp tổng cộng 4 màn hình LCD lớn dành cho hệ thống thiết bị đo đạc chuyến bay bằng điện tử (EFIS).

### Động cơ đẩy
Các nguyên mẫu Y-20 trang bị 4 động cơ Soloviev D-30KP-2 cung cấp lực đẩy 12 tấn, sau đó những chiếc đưa vào sản xuất hàng loạt cũng sử dụng động cơ này.
Trung Quốc có ý định thay thế D-30 bằng động cơ Shenyang WS-20 lực đẩy 14 tấn - loại động cơ cần thiết để Y-20 đạt được sức chở hàng tối đa là 66 tấn. WS-20 có nguồn gốc từ phần lõi của Shenyang WS-10A, một động cơ phản lực cánh quạt nội địa của Trung Quốc dành cho máy bay chiến đấu. Thử nghiệm một động cơ với WS-20 có thể đã diễn ra vào tháng 2 năm 2019. Bay thử nghiệm với 4 động cơ WS-20 diễn ra vào tháng 12 năm 2020.
Năm 2013, Viện Nghiên cứu và Thiết kế Động cơ Thẩm Dương được cho là đang phát triển động cơ SF-A lực đẩy 28.700 lb dành cho Y-20 và Comac C919. SF-A có nguồn gốc từ phần lõi của Xian WS-15. So với WS-20, SF-A là một thiết kế bảo thủ không phù hợp với công nghệ của các động cơ hiện đại hơn.
Thử nghiệm với WS-18 diễn ra cuối năm 2017. WS-18 nặng 2000 kg và nhẹ hơn 300 kg so với D-30; cung cấp lực đẩy tăng từ 12,5 đến 13,2 tấn; mức tiêu thụ nhiên liệu của WS-18 cũng giảm so với D-30; thời gian trung bình giữa các lần đại tu của WS-18 là 3000 giờ. Tuy nhiên, do lực đẩy tăng lên không đáng kể so với D-30, WS-18 có thể là biện pháp dự phòng trước khi WS-20 sẵn sàng.
Tháng 3 năm 2023, Y-20 trang bị động cơ WS-20 được đưa vào biên chế trong Không quân Trung Quốc. Các bức ảnh chụp cho thấy Y-20 có hình biểu tượng của PLAAF tại Căn cứ Không quân Khai Phong. Trong cùng tháng 3, giám đốc điều hành Tập đoàn Động cơ Hàng không Trung Quốc (Aero Engine Corporation of China - AECC) thông báo rằng Trung Quốc "đã vượt qua mọi nút thắt kỹ thuật" với những động cơ như WS-20.

### Năng lực vận tải
Khoang chứa hàng cao 4 mét của Y-20 có thể chứa tới 66 tấn hàng, hoặc chở tối đa 2 xe tăng Type 15 hoặc 1 xe tăng Type 99A với tầm bay 7.800 km.
Bên trong khoang chứa hàng cung cấp nhiều cấu hình khác nhau, chẳng hạn như có thể gắn một tầng lửng lắp ghép ở giữa khoang, có cầu thang đi lên và các dãy ghế dành cho người ngồi trên đó, còn hàng hóa thì để ở bên dưới. Trên trần khoang có gắn đường ray nằm dọc hai bên sử dụng cho cần cẩu tải hàng trong trường hợp không thể vận chuyển hàng bằng cửa dốc hạ xuống phía sau.

## Lịch sử hoạt động

### Sản xuất
Năm 2014, một báo cáo từ Đại học Quốc phòng cho biết nhu cầu vận tải dân sự và quân sự của Trung Quốc cần có 400 chiếc Y-20. Năm 2016, Zhu Qian của Tập đoàn Công nghiệp Hàng không Trung Quốc tuyên bố nước này phải cần tới hơn 1000 chiếc.
Sau khi đưa Y-20 vào biên chế trong Không quân Trung Quốc, các nhà phân tích lưu ý rằng tốc độ sản xuất mẫu máy bay này là cực kỳ nhanh, với một lượng lớn được phát hiện bên trong căn cứ thử nghiệm.

### Triển khai

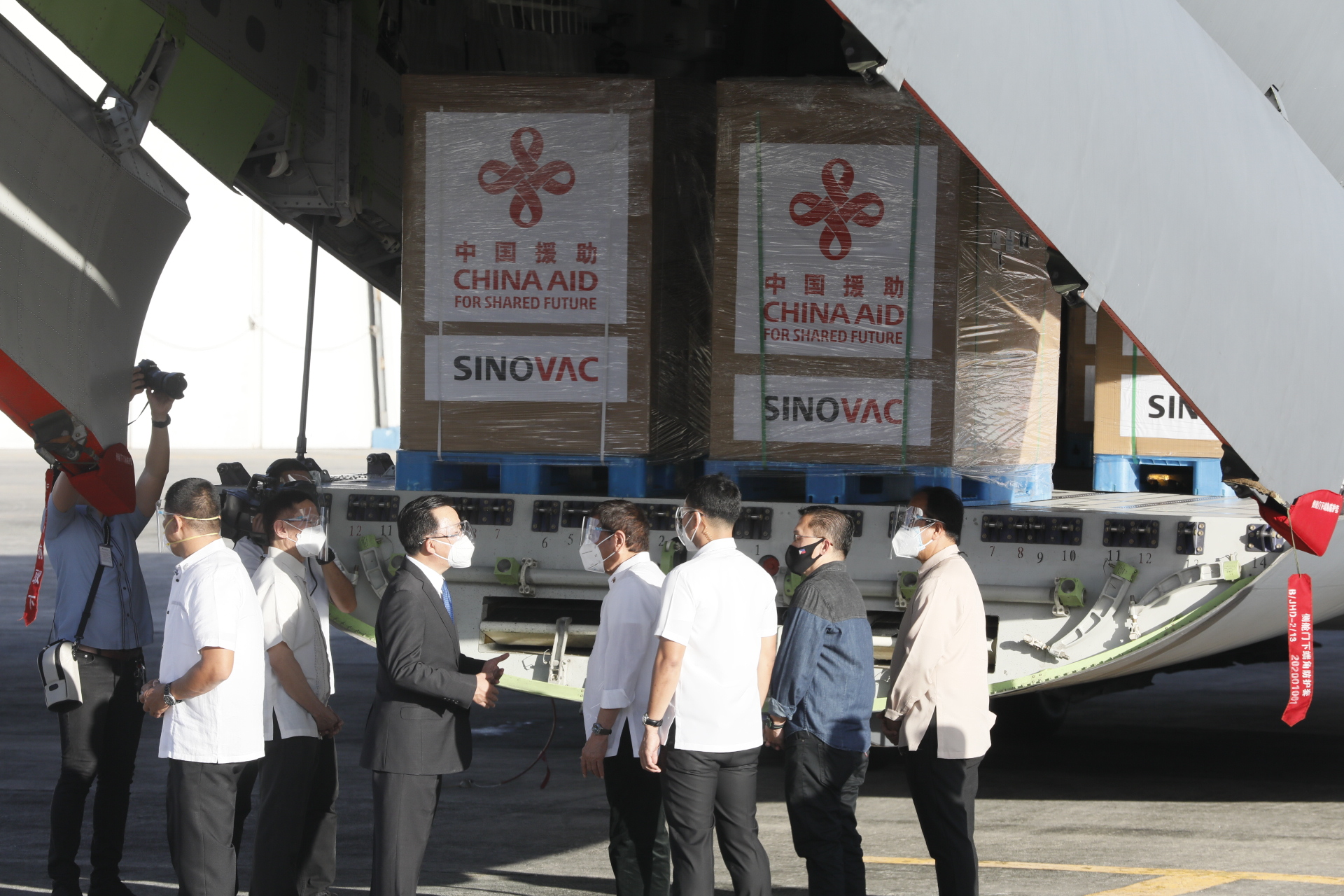
Đại sứ Trung Quốc và Cựu Tổng thống Philippines Rodrigo Duterte đứng trước cửa khoang chứa hàng của Y-20

Ngày 6 tháng 7 năm 2016, chiếc Y-20 đầu tiên (số sê-ri 11051) được bàn giao cho PLAAF trong một buổi lễ. Chiếc thứ hai mang số hiệu 11052 xuất hiện ngay sau đó - nó được biên chế cho Trung đoàn 12 thuộc Sư đoàn Vận tải số 4 tại Cung Lai, Thành Đô.
Ngày 8 tháng 5 năm 2018, phương tiện truyền thông quân sự của PLAAF thông báo rằng Y-20 gần đây đã tiến hành các hoạt động huấn luyện nhảy dù chung lần đầu tiên với quân đoàn đổ bộ đường không.

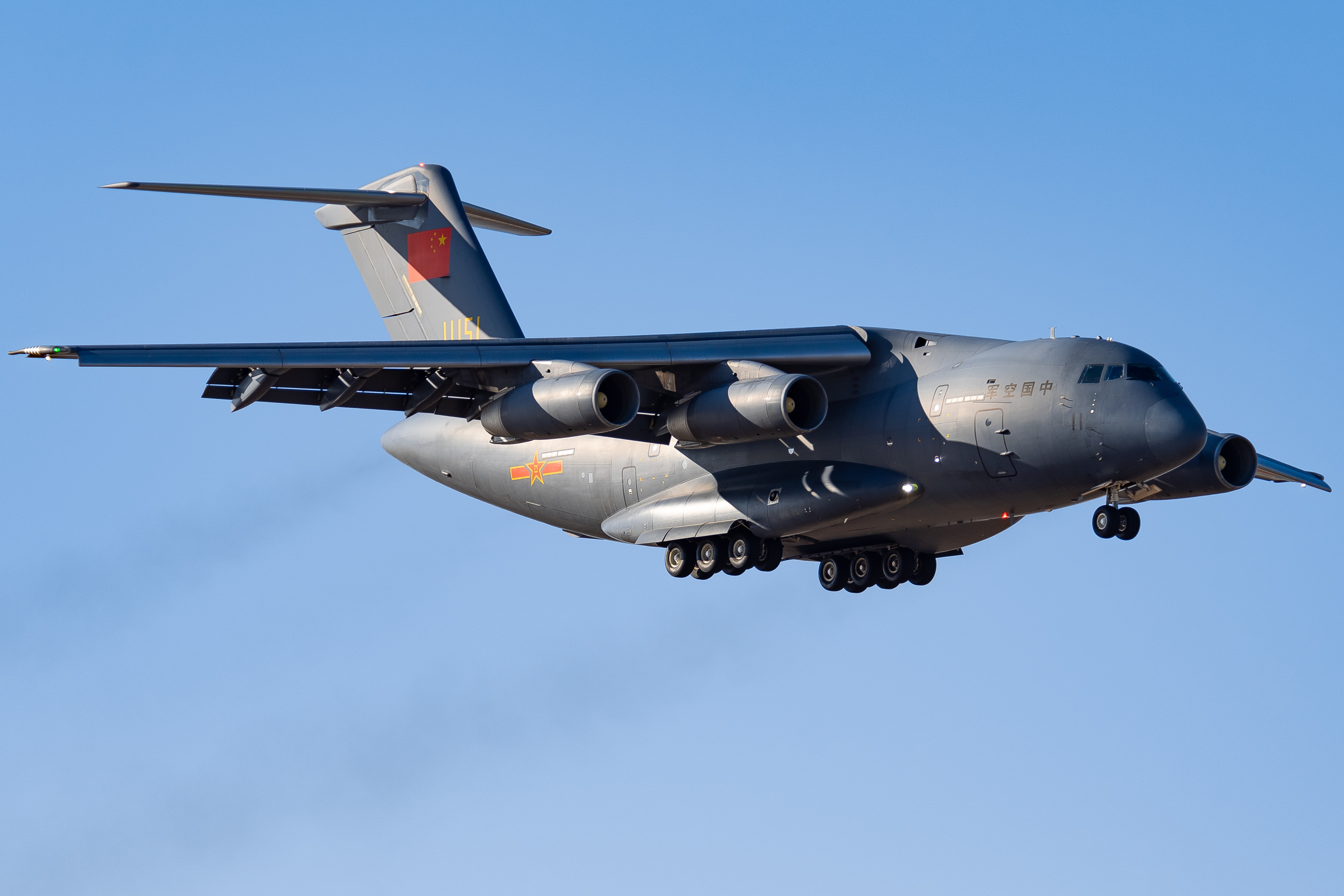
Một chiếc Y-20 đang hạ cánh tại Sân bay Quốc tế Thủ đô Bắc Kinh để vận chuyển vắc xin BIBP của Sinopharm đến Campuchia vào tháng 2 năm 2021

Ngày 13 tháng 2 năm 2020, phi đội 11 máy bay của Không quân Trung Quốc gồm 6 chiếc Y-20, 3 chiếc Ilyushin Il-76, 2 chiếc Shaanxi Y-9 cùng tham gia vận chuyển hàng hóa tiếp tế, vật tư trang thiết bị và 2.600 lính quân y đến Vũ Hán trong đại dịch COVID-19. Đây là nhiệm vụ dân sự đầu tiên của Y-20, cho thấy sự tham gia tích cực của quân đội trong ứng phó với đại dịch.
Ngày 5 tháng 6 năm 2021, phi đội máy bay vận tải của PLAAF có cả Y-20 trong đó, được quan sát thấy đang tuần tra trên Biển Đông, nơi bị Malaysia cáo buộc xâm phạm chủ quyền. Nhà phân tích Aita Moriki của Lực lượng Phòng vệ Trên không Nhật Bản tin rằng hành động của Trung Quốc là nhằm phô diễn khả năng triển khai sức mạnh của quân đoàn đổ bộ đường không.
Ngày 28 tháng 11 năm 2021, máy bay tiếp nhiên liệu trên không Y-20U được phát hiện trong số 27 máy bay quân sự PLAAF đang hoạt động ở phía tây nam đảo Đài Loan. Đây là lần đầu tiên quan sát thấy Y-20U bên ngoài không phận Trung Quốc.
Ngày 27 tháng 1 năm 2022, sau vụ phun trào núi lửa Hunga Tonga, 2 chiếc Y-20 đã đến Tonga sau khi bay hơn 10.000 km từ Sân bay Quốc tế Bạch Vân Quảng Châu, mang theo 33 tấn hàng tiếp tế bao gồm thực phẩm, nước ngọt, máy lọc nước và lều tạm.
Ngày 9 tháng 4 năm 2022, sáu chiếc Y-20 hạ cánh xuống Sân bay Belgrade Nikola Tesla ở Serbia, được cho là đang vận chuyển một lô hàng hệ thống tên lửa đất đối không FK-3.
Ngày 28 tháng 6 năm 2022, sáu chiếc Y-20 bay đến Afghanistan để vận chuyển 105 tấn hàng viện trợ nhân đạo nhằm ứng phó với trận động đất ở Afghanistan vào tháng 6 năm 2022.
Ngày 1 tháng 8 năm 2022, Đại tá kiêm người phát ngôn của PLAAF là Shen Jinke, nói trong một cuộc họp báo rằng máy bay tiếp nhiên liệu Y-20 đã bắt đầu huấn luyện sẵn sàng chiến đấu. Nó phục vụ trong PLAAF với tên định danh YY-20. Tên định danh này sau đó được xác nhận tại Triển lãm Hàng không Chu Hải 2022. YY-20 có các bộ phận hỗ trợ thiết bị hạ cánh được thiết kế lại giúp giảm nhiễu loạn không khí. Tháng 9 năm 2022, Trung Quốc công bố đoạn video quay cảnh Y-20 đang tiếp nhiên liệu trên không cho máy bay chiến đấu Chengdu J-20.
Đầu tháng 9 năm 2022, Y-20 có mặt tại triển lãm hàng không Airpower 22 ở Áo. Đây là lần đầu tiên mẫu máy bay này có mặt tại một triển lãm hàng không ở Tây Âu.

## Biến thể

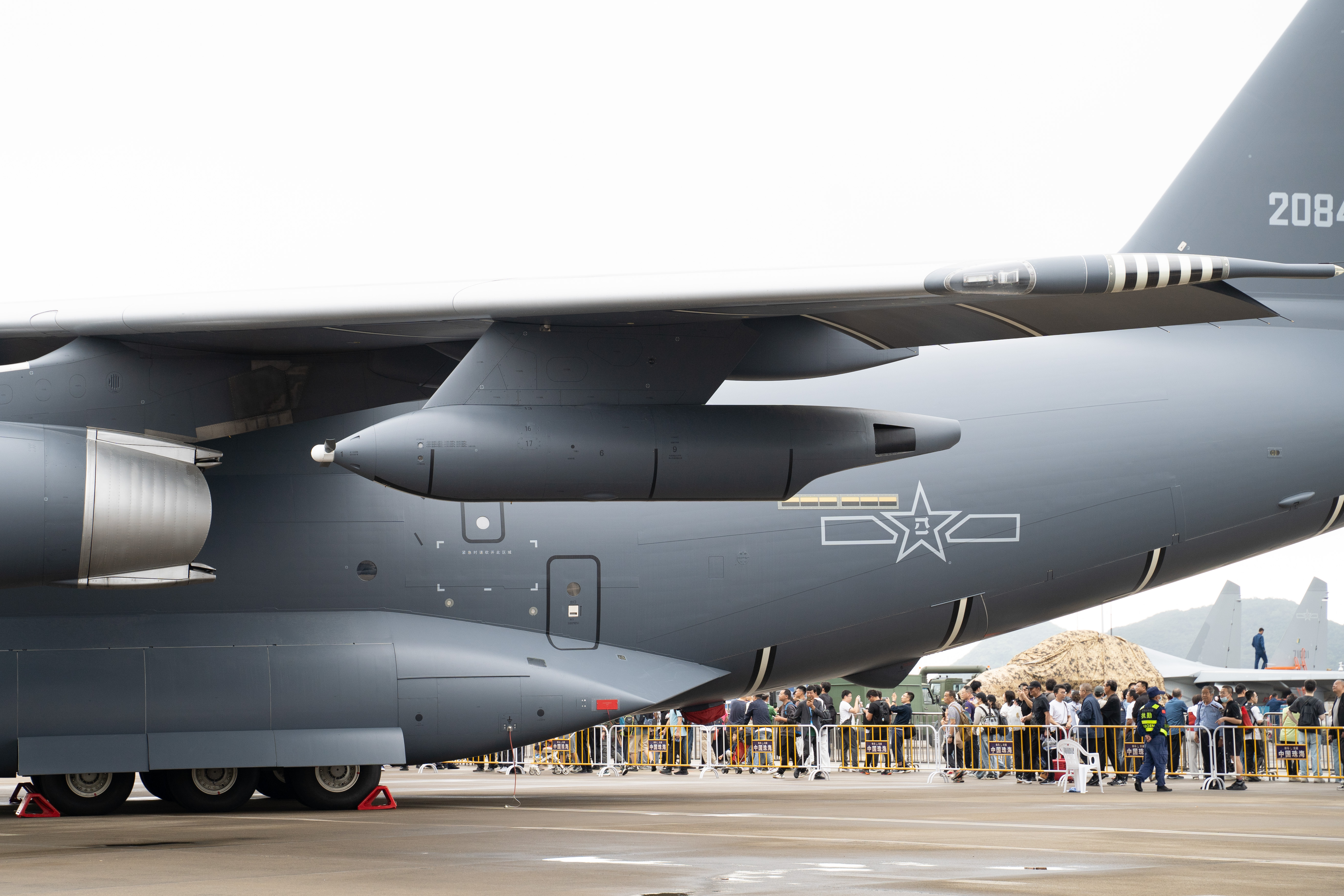
Pod tiếp nhiên liệu trên không gắn trên cánh của YY-20

Y-20A
Phiên bản đầu tiên, trang bị động cơ Soloviev D-30KP-2 hoặc Chengdu WS-18.
Y-20B
Phiên bản trang bị 4 động cơ Shenyang WS-20.
YY-20A
Phiên bản tiếp nhiên liệu trên không, được sửa đổi dựa trên Y-20A. Nó có khả năng chở khoảng 90 tấn nhiên liệu, tương tự như vai trò của Ilyushin Il-78. Biến thể này có các bộ phận hỗ trợ thiết bị hạ cánh được thiết kế lại. Trước đây được gọi là Y-20U hoặc YU-20, nhưng đã được xác nhận là YY-20.
YY-20B
Phiên bản tiếp nhiên liệu trên không, được sửa đổi dựa trên Y-20B. Nó được đưa vào hoạt động khoảng tháng 12 năm 2024.
Y-20 AEW (KJ-3000)
Phiên bản máy bay chỉ huy và cảnh báo sớm trên không, sửa đổi dựa trên Y-20, các nhà quan sát quân sự định danh là KJ-3000. Phiên bản này được phát hiện đang bay thử nghiệm bằng khung máy bay Y-20B vào ngày 27 tháng 12 năm 2024.

## Tranh cãi
Ngày 13 tháng 7 năm 2016, Su Bin mang quốc tịch Trung Quốc đã nhận tội và thừa nhận cáo buộc rằng anh ta âm mưu với những người khác đột nhập vào nhà thầu quốc phòng Boeing của Hoa Kỳ để đánh cắp các tài liệu liên quan đến việc phát triển máy bay Boeing C-17 Globemaster III, Lockheed Martin F-22 Raptor, và Lockheed Martin F-35 Lightning II. Sau khi đánh cắp thông tin, anh ta phân tích và dịch các tài liệu từ tiếng Anh sang tiếng Trung, rồi gửi email cho Cục Tình báo trực thuộc Bộ Tham mưu liên hợp Quân ủy Trung ương Trung Quốc. Su Bin khai anh làm vậy là vì lợi ích tài chính và tìm cách kiếm lợi từ dữ liệu bị đánh cắp. Ngoài lợi ích tài chính, các tài liệu của tòa án cũng tiết lộ trong nội dung email, Su Bin có ghi chú: "...có ý nghĩa cực kỳ quan trọng trong việc tăng tốc phát triển đất nước chúng ta," của Dự án A - được tiết lộ là chương trình phát triển Xi'an Y-20 của Trung Quốc.

## Quốc gia sử dụng
- Trung Quốc
  - Không quân Trung Quốc: 55 chiếc Y-20 và 17 chiếc YY-20A đang hoạt động tính đến năm 2025[55]

## Thông số kỹ thuật (Y-20B)

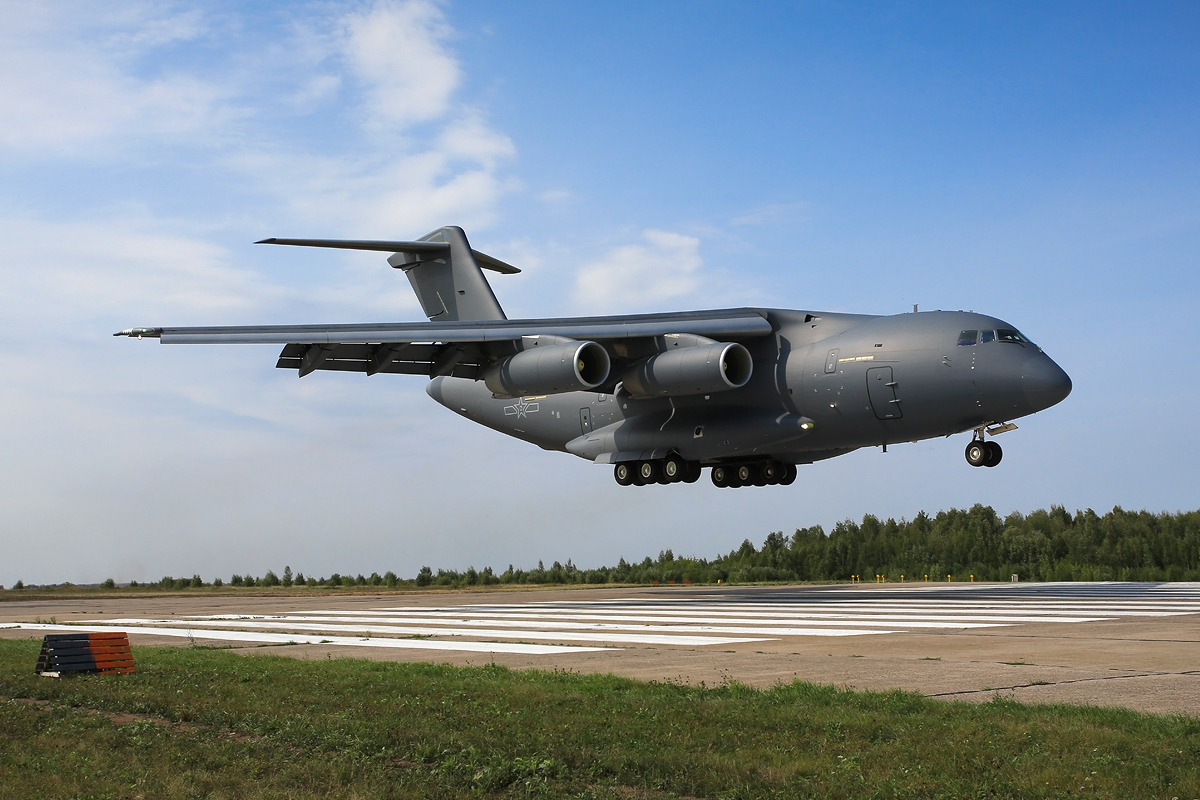
Y-20A

Dữ liệu từ Military Today

### Đặc điểm tổng quát
- Kíp lái: 3 người
- Sức chứa: 66.000 kg (145.505 lb)[57]
- Chiều dài: 47 m (154 ft 2 in)[58]
- Sải cánh: 50 m (164 ft 1 in)[58]
- Chiều cao: 15 m (49 ft 3 in)[58]
- Trọng lượng không tải: 100.000 kg (220.462 lb)
- Trọng lượng cất cánh tối đa: 220.000 kg (485.017 lb)[59]
- Động cơ: 4 × động cơ tuốc bin phản lực cánh quạt Shenyang WS-20,[12] mỗi động cơ cung cấp lực đẩy 140 kN (31.000 lbf)[22]

### Hiệu suất bay
- Vận tốc tối đa: 926 km/h (575 dặm/giờ, 500 hải lý) / Mach 0,75
- Vận tốc bay hành trình: 630 km/h (390 dặm/giờ, 340 hải lý)
- Tầm bay: 7.800 km (4.800 dặm, 4.200 hải lý) khi đang vận chuyển 2 xe tăng Type 15[60]
- Trần bay: 13.000 m (43.000 ft)
- Trọng lượng chịu tải trên cánh: 710 kg/m2 (150 lb/ft2)

### Trích dẫn
1. 1 2 3 4 5  Fisher, Richard D Jr; Hardy, James (ngày 28 tháng 7 năm 2014). "China's NDU recommends 400-strong Y-20 fleet". IHS Jane's 360. Lưu trữ bản gốc 18 tháng 5 2015. Truy cập 5 tháng 5 2015.
2. ↑  Waldron, Greg (ngày 30 tháng 9 năm 2021). "Indigenous engines for Y-20 proceeding well: aircraft designer". FlightGlobal. Truy cập ngày 30 tháng 8 năm 2022.
3. 1 2  "运-20飞机授装接装仪式举行 许其亮出席并讲话" (bằng tiếng Trung). Xinhua News Agency. ngày 6 tháng 7 năm 2016. Lưu trữ bản gốc 1 tháng 9 2016. Truy cập 6 tháng 7 2016.
4. 1 2  "中国空军列装运-20飞机提升战略投送能力" (bằng tiếng Trung). Xinhua News Agency. ngày 6 tháng 7 năm 2016. Bản gốc lưu trữ 6 tháng 7 2016. Truy cập 6 tháng 7 2016.
5. ↑  https://rzjets.net/aircraft/?typeid=528
6. 1 2 3 4  "Y-20". Sina Corporation. Lưu trữ bản gốc tháng 3 4, 2014. Truy cập tháng 2 15, 2014.
7. ↑  "EUROPEAN AIRSHOW DEBUT OF THE XI'AN Y-20 KUNPENG". European Airshows.
8. 1 2  Huang, Kristin (ngày 5 tháng 6 năm 2021). "China's 'Chubby Girl' military transport plane at the centre of Malaysia row". South China Morning Post.
9. 1 2 3 4 5 6 7 8 9 10  "Development of the Y-20". Bản gốc lưu trữ tháng 8 14, 2013. Truy cập tháng 8 8, 2013.
10. ↑  Trimble, Stephen (ngày 27 tháng 12 năm 2012). "Chinese Y-20 revealed in new online pictures". Flightglobal. Lưu trữ bản gốc ngày 31 tháng 12 năm 2012. Truy cập ngày 27 tháng 12 năm 2012.
11. ↑  "运-20首创，全球第一款成功采用3D打印技术的大型运输机". Tencent News. ngày 7 tháng 5 năm 2021.
12. 1 2 3  Waldron, Greg (ngày 6 tháng 1 năm 2022). "Y-20U tanker set to boost Beijing's air-to-air refuelling capability". Gale General OneFile. FlightGlobal. Truy cập ngày 30 tháng 8 năm 2022.
13. 1 2 3  Kadidal, Akhil (ngày 2 tháng 8 năm 2022). "China commissions Y-20 air refueller". Janes.
14. ↑  Newdick, Thomas (ngày 6 tháng 4 năm 2023). "Our Best Look At China's Re-Engined Y-20B Cargo Jet". The Drive.
15. ↑  Waldron, Greg (ngày 30 tháng 11 năm 2023). "WS-20 powered version of Y-20 tanker breaks cover". FlightGlobal.
16. ↑  Sweetman, Bill; Perrett, Bradley (ngày 4 tháng 2 năm 2013). "Avic Y-20 Airlifter Awaits Better Engines". Aviation Week. Lưu trữ bản gốc ngày 16 tháng 5 năm 2018. Truy cập ngày 5 tháng 5 năm 2015.
17. 1 2  胡光曲, biên tập (ngày 5 tháng 2 năm 2013). "運20機艙裝備國產新型複合材料 提高防火性能". 华夏经纬网. Lưu trữ bản gốc ngày 24 tháng 4 năm 2015. Truy cập ngày 5 tháng 2 năm 2013.
18. ↑  "Air Transportation: China Hits Another Major Milestone". StrategyPage. ngày 21 tháng 2 năm 2013. Lưu trữ bản gốc ngày 15 tháng 4 năm 2015. Truy cập ngày 5 tháng 5 năm 2015.
19. 1 2  Fisher, Richard D Jr (ngày 4 tháng 9 năm 2014). "China's Y-20 'enters second phase of testing'". IHS Jane's 360. Lưu trữ bản gốc ngày 18 tháng 5 năm 2015. Truy cập ngày 5 tháng 5 năm 2015.
20. ↑  Fisher, Richard D Jr (ngày 22 tháng 12 năm 2013). "China marks aviation milestones with J-10B production, second Y-20 prototype flight". IHS Jane's 360. Bản gốc lưu trữ ngày 3 tháng 2 năm 2014. Truy cập ngày 5 tháng 5 năm 2015.
21. ↑  "WS-20 begun test on Yun-20". Sohu. Truy cập ngày 25 tháng 2 năm 2019.
22. 1 2 3  Newdick, Thomas (ngày 3 tháng 12 năm 2020). "China's Y-20 Transport Appears To Be Finally Flying With Indigenous Jet Engines". The Drive.
23. ↑  Perret, Bradley (ngày 7 tháng 11 năm 2013). "Avic Engine Pushes Alternative To ACAE CJ-1000 Turbofan For the C919". Aviation Week. Lưu trữ bản gốc ngày 10 tháng 4 năm 2016. Truy cập ngày 5 tháng 5 năm 2015.
24. 1 2  "WS-18 begun flight test on Y-20". Lưu trữ bản gốc ngày 23 tháng 2 năm 2018. Truy cập ngày 24 tháng 10 năm 2017.
25. 1 2  "Three engines for Yun-20". Sohu. Truy cập ngày 21 tháng 12 năm 2017.
26. ↑  Kadidal, Akhil; Narayanan, Prasobh (ngày 23 tháng 3 năm 2023). "Chinese WS20 engine likely entering operational service". Janes.com (bằng tiếng Anh). Truy cập ngày 24 tháng 3 năm 2023.
27. ↑  "China Brings New WS-20 Turbofan Engines Into Service For Y-20 Transports: A Major Boost to Airlift Capabilities". Military Watch Magazine. ngày 24 tháng 3 năm 2023.
28. ↑  Chen, Chuanren (ngày 27 tháng 3 năm 2023). "China Seeks Superalloys, Supply Chain Boost For Military Engines". Aviation Week.
29. ↑  Makichuk, Dave. "Y-20 war wagon can transport two Type 15 tanks". Asia Times. Truy cập ngày 12 tháng 4 năm 2022.
30. ↑  Trevithick, Joseph (ngày 11 tháng 4 năm 2022). "China's Y-20 Cargo Jet Has An Upper Passenger Deck That Can Be Installed In Its Hold". The Drive.
31. ↑  Zhao Lei (ngày 3 tháng 6 năm 2016). "Deliveries of huge aircraft expected soon". China Daily. Truy cập ngày 30 tháng 8 năm 2022.
32. ↑  Rogoway, Tyler (ngày 30 tháng 12 năm 2019). "A Whopping 20 Y-20 Airlifters Seen At Chinese Aircraft Plant And Test Base". The Drive.
33. ↑  "运-20飞机授装接装仪式举行 许其亮出席并讲话" (bằng tiếng Trung). Tân Hoa Xã. ngày 6 tháng 7 năm 2016. Lưu trữ bản gốc ngày 1 tháng 9 năm 2016. Truy cập ngày 6 tháng 7 năm 2016.
34. ↑  "@Rupprecht_A on Twitter". Lưu trữ bản gốc ngày 27 tháng 10 năm 2018. Truy cập ngày 17 tháng 6 năm 2016.
35. ↑  Huang, Panyue (ngày 12 tháng 6 năm 2018). "Y-20's completion of first heavy equipment airdrop is of great significance". China Military.
36. ↑  "2,600 PLA medical staff arrive in Wuhan". YouTube.
37. ↑  "1,400 military medics arrive in Wuhan to fight epidemic".
38. ↑  Trevithick, Joseph (ngày 13 tháng 2 năm 2020). "China's Y-20 Airlifters Make Crisis Debut Bringing Medics And Cargo To Virus Plagued Wuhan". The Drive.
39. ↑  Aita Moriki (ngày 6 tháng 5 năm 2022). "The True Meaning of the Chinese Air Force's Flying Transport Aircraft Near Malaysia: Airborne Units in Power Projection". China Aerospace Studies Institute.
40. 1 2  Dubois, Gastón (ngày 1 tháng 8 năm 2022). "hina officially unveils YU-20, the tanker aircraft derived from the Y-20". Aviaci Online.
41. ↑  "Global Times: PLA's Y-20 cargo planes deliver disaster relief supplies to Tonga in record-breaking mission | the Edge Markets". Bản gốc lưu trữ ngày 18 tháng 2 năm 2022. Truy cập ngày 28 tháng 1 năm 2022.
42. ↑  Stojanovic, Dusan (ngày 10 tháng 4 năm 2022). "China makes semi-secret delivery of missiles to Serbia". Associated Press. Truy cập ngày 10 tháng 4 năm 2022.
43. ↑  Chik, Holly (ngày 1 tháng 7 năm 2022). "Chinese PLA's biggest Y-20 warplanes boost aid delivery to quake-hit Afghanistan". South China Morning Post.
44. 1 2  Waldron, Greg (ngày 2 tháng 8 năm 2022). "Beijing commissions tanker variant of Y-20 strategic transport". flight global.
45. 1 2  Trevithick, Joseph (ngày 7 tháng 11 năm 2022). "All The Air Combat Developments Out Of China's Massive Air Show". The Drive.
46. ↑  Waldron, Greg (ngày 30 tháng 9 năm 2022). "Chinese Y-20U flies in formation with pair of J-20s".
47. ↑  Jarc, Aljoša; Cenciotti, David (ngày 18 tháng 9 năm 2022). "Beyond the Airshow: Zeltweg Was The 'Field Of Battle' For Industries And International Powers". The Aviationist.
48. 1 2  Makichuk, Dave (ngày 26 tháng 2 năm 2020). "China's Y-20 variants make rapid progress: officer". Asia Times.
49. ↑  Arthur, Gordon (ngày 2 tháng 8 năm 2022). "PLAAF unveils YY-20 air-to-air tanker aircraft". Shephard Media.
50. ↑  Kadidal, Akhil (ngày 20 tháng 12 năm 2024). "New Y-20Bs at PLAAF airbase suggests entry into service". Janes.
51. ↑  Newdick, Thomas; Rupprecht, Andreas (ngày 5 tháng 4 năm 2023). "China's Massive Fleet Of Radar Planes And The Strategy Behind It". The War Zone.
52. ↑  Trevithick, Joseph (ngày 27 tháng 12 năm 2024). "China's New Domestically Developed Y-20 Airborne Early Warning Jet Spotted". The War Zone.
53. ↑  "GOVERNMENT ' S RESPONSE TO DEFENDANT SU BIN ' S POSITION WITH RESPECT TO SENTENCING ; DECLARATIONS OF JOHN KORSTIAN, NICOLAS DESIMINI, AND SPECIAL AGENT ROBERT I . KNUFF". DOJ.gov. Department of Justice. Truy cập ngày 19 tháng 1 năm 2022.
54. ↑  "Chinese National Who Conspired to Hack into U.S. Defense Contractors' Systems Sentenced to 46 Months in Federal Prison". DOJ.gov. Department of Justice. ngày 13 tháng 7 năm 2016.
55. ↑  The Military Balance 2025. Viện Nghiên cứu Chiến lược Quốc tế. tr. 246.
56. ↑  "y-20". Military Today. Bản gốc lưu trữ ngày 3 tháng 10 năm 2015. Truy cập ngày 4 tháng 5 năm 2023.
57. ↑  https://www.janes.com/defence-news/news-detail/chinas-y-20-aircraft-capable-of-transporting-two-type-15-lightweight-tanks-claims-state-media
58. 1 2 3  Zhao Lei. "Y-20 gives air power a push". China Daily. tr. 1–2. Lưu trữ bản gốc 28 tháng 1 2013. Truy cập 28 tháng 1 2013.
59. ↑  https://www.janes.com/defence-news/news-detail/chinas-y-20-aircraft-capable-of-transporting-two-type-15-lightweight-tanks-claims-state-media
60. ↑  "Y-20 cargo plane-Type 15 tank combination enhances Chinese military capability - China Military". Eng.chinamil.com.cn. ngày 1 tháng 10 năm 2019. Truy cập ngày 12 tháng 4 năm 2022.